# كاثي بلكينغتون
كاثي بلكينغتون (بالإنجليزية: Cathie Pilkington)‏ هي نحّاتة بريطانية، ولدت في 31 يوليو 1968.